# 团河行宫
39°45′04″N 116°22′57″E / 39.751068°N 116.382378°E
团河行宫，位于北京市大兴区西红门地区团河北村，是一座清朝皇家行宫，也是当时南苑四座皇家行宫（其他三座是旧衙门行宫（旧宫）、新衙门行宫（新宫）、南红门行宫（南宫））中唯一保留至今的行宫。

## 历史
团河行宫，位于大兴区黄村卫星城以东3公里处，坐落在南海子的南端。南海子（当地有一种说法称旧时称积水潭为“北海子”，称该地为“南海子”；另一种说法称明朝时称该地为“南海子”，清朝时改称“南苑”）的范围大概是如今大兴区北部、朝阳区西南部、丰台区东部等地，东西长约17公里，南北宽约12公里，总面积大约有200多平方公里，是清朝皇帝狩猎、阅兵、驻跸场所。
团河行宫兴建于清朝乾隆四十二年（1777年）。金朝时此处便有宫室建筑，金章宗在此造行宫“建春宫”。每年春季，金章宗来这里网鱼、捕猎鹅雁。明朝在这里兴建旧衙门提督宫署，并且依照二十四节气兴建24园，改作行宫。清朝乾隆时期，在南苑的西南角兴建团河行宫，此后团河行宫成为清朝皇帝来南苑游猎及理政的场所。
当时的宫殿区，王公大臣不经召见不得进入大宫门；嫔妃不获召幸不得进入西区；夜间，亲王贝勒不得在宫内居住，只可到位于团河行宫宫墙外的小王爷府过夜。团河行宫是乾隆帝四下江南后兴建，故富有江南园林特色。团河行宫宫墙内的东湖、西湖，湖中有94泉，泉水汇成湖，经过过河亭流出团河行宫，与东宫墙外的护宫河汇合流入凤河，御碑亭中的乾隆御制诗中有“团河本是凤河源”。
清朝末年，由于国家衰弱，团河行宫败落。光绪二十六年（1900年），八国联军攻占北京，洗劫了团河行宫珍藏的宝物，并破坏了团河行宫建筑。中华民国初年，团河行宫曾经被军阀用作兵营。1937年七七事变爆发后，驻守在团河行宫的国民革命军第二十九军一部，同日军激战，团河行宫遭炮轰，大部分成为废墟。
1985年，团河行宫遗址被列为大兴县文物保护单位。同年，团河行宫遗址公园建成，对社会开放。2001年，被列为北京市文物保护单位。自1985年以来，政府逐步整修团河行宫遗址，陆续修缮、修复部分古建筑，铺设了环湖甬路，种植大量花木，对西湖进行清淤并蓄水。
大兴区的不少政协委员、文史专家，多年来呼吁对团河行宫加以修复。2004年4月的一个月内，大兴区将团河行宫宫墙内的20余处宫殿遗址全部发掘并清理出来。2004年7月13日，北京市文物局上报的《关于复建团河行宫的再请示》获得国家文物局批复“原则同意”。2004年10月，大兴区宣布团河行宫修复工程正式启动，计划到2007年完成。工程计划分为两期：一期工程修复宫墙内的建筑，包括主殿区、风景区，总建筑面积4100平方米；二期工程修复宫墙外的7座小王爷府和151间杂役房。根据《中华人民共和国文物保护法》的规定，大兴区人民政府于2005年3月报请北京市人民政府，但没有获得批复，所以该复建计划搁浅。2007年，团河行宫修复工程被列为“人文奥运”工程计划。团河行宫修复工程分成二期：一期工程2004年启动，2007年完工并开放；二期工程2013年3月底开工，计划2013年12月底完工，复建西湖周边9座建筑（漪鉴轩、鉴止书屋、珠源寺、归云岫、狎鸥舫、点景四方亭、濯月漪、两卷临河房、大船坞）。

## 建筑
团河行宫占地面积大约为33万平方米，过去有各类建筑603间。清朝时，此处因地势低洼，水源很多，共有90余处水泉。《钦定日下旧闻考》记载：“团河之源旧称团泊，在黄村门内六里许。河南北旧宽六十余丈，东西五十余丈。乾隆四十二年，重加疏浚，复拓开数十丈。”团河行宫中“泉源畅达，清流溶漾，水汇而为湖，土积而为山，利用既宜，登揽尤胜。”团河行宫用五年时间建成，是清朝在南苑建的规模最大、最为豪华的行宫，居南苑各行宫之首。
团河行宫周垣长2公里，整体布局以西湖、东湖作为中心，根据清朝文献记载，西湖“周围二百二十九丈五尺，水深一尺五寸，泥深三尺，河泡中水深二尺”，东湖“周围一百六十二丈，水深二尺”。围绕两湖营建殿堂，形成了西湖、东湖两组景区。
东湖沿岸的主要建筑有：
- 鉴止书屋：位于东湖和西湖连接处以北，坐北朝南，其南侧有木板桥横跨东湖和西湖连接处。2013年复建。
- 群玉山房：位于东湖北岸边。
- 镜虹亭：位于东湖东北的山顶，为团河行宫八景之一。
- 石板房：位于东湖以东。
- 露香亭：俗称“四方亭”，位于东湖以东，石板房北偏西。与石板房有游廊相连。
- 鱼乐汀：俗称“钓鱼台”，位于东湖东南岸边。2013年复建。
- 翠润轩：俗称敞厅，位于东湖中心岛上，东西两侧各有一座木板桥分别连接东湖的东岸、西岸。翠润轩坐北朝南，面阔三间，卷棚歇山顶。翠润轩四周环水，是皇帝小憩纳凉、观鱼赏花场所。翠润轩是现存古建筑，1980年代又行修缮。[1]
- 出水闸：位于东湖东北角的宫墙上，水由此流出宫墙。
- 码头：一个，位于东湖西南岸边。

西湖沿岸的主要建筑有：
- 漪鉴轩：位于东湖、西湖之间，为团河行宫八景之一。2013年复建。
- 后如意门：为团河行宫的北门，位于鉴止书屋以西，珠源寺以东。
- 珠源寺：位于西湖以北的山上，为团河行宫八景之一。2013年复建。
- 御碑亭：位于西湖西北，北侧依山，和西湖东南岸的云随亭隔湖相对。御碑亭平面为方形，重檐歇山顶，顶覆筒瓦。御碑亭内有一通方形御碑，高4.8米，下部为须弥座，中部为碑身，上部为四角攒尖顶，碑额浮雕有二龙戏珠图案，额题“御制”二字。碑身四边雕有叶蔓花纹，四面刻有乾隆帝御制诗，下款有“古稀天子之宝”印鉴。这四首诗是从乾隆四十五年到乾隆五十三年（1780年到1788年），乾隆帝四次来团河行宫所留，描写了团河行宫的兴建缘由、景色、乾隆帝的心境。其中，碑南面为《庚子季秋中翰团河行宫作》：“团河本是凤河源，疏浚于旁筑馆轩”；碑西面为《壬寅仲春上浣团河行宫作》：“落成则已数年阅，题句哪辞七字宁？何必盆中花弄紫，即看墙外柳含青。”御碑亭是现存的古建筑，1980年代又行修缮。[1]
- 进水涵洞：位于御碑亭南侧的湖岸边，水从此流出，自地下穿到西北的出水闸流出。
- 出水闸：位于西湖西北的宫墙上。其东北侧有闸军房，位于宫墙外。
- 备膳房：位于西湖西北的出水闸的西南侧。
- 归云岫：位于行宫西北角的山顶上，地处备膳房以南，御碑亭西南，为团河行宫八景之一。2013年复建。
- 狎鸥舫：位于西湖西岸，归云岫东南，与归云岫之间有曲尺形游廊连接，为团河行宫八景之一。2013年复建。
- 点景四方亭：位于归云岫西南，狎鸥舫以西。2013年复建。
- 濯月漪：位于西湖西岸，狎鸥舫以南。2013年复建。
- 点景抱厦房：俗称“十字房”，平面呈十字形。位于西湖西南，其东北为大船坞。中华人民共和国成立后拆除，1980年代复建。
- 大船坞：位于西湖西南，其西南为点景抱厦房。2013年复建。
- 船坞：位于西湖西南，大船坞东南。
- 过河厅、出水闸：位于西湖南端的宫墙处。
- 云随亭：位于西湖东南。中华人民共和国成立后拆除，1980年代复建。
- 两卷临河房：位于西湖东南岸边，云随亭以北。2013年复建。
- 码头：三个。分别位于狎鸥舫以东、珠源寺东南、漪鉴轩以西。[1]

宫殿区：位于行宫东部，西为西湖，北为东湖。主要建筑有：
- 大宫门：位于宫殿区南端，宫门两侧是南宫墙。宫墙内外两侧都是蜿蜒的土山，山上都是松柏，恰似两条青龙，头朝南尾朝北盘绕在团河行宫。大宫门面阔三间，门两侧有房各五间，为军机处，门前有一对铁狮子，门前面有东、西朝房各五间，朝房北面东侧为膳房，西侧为茶房，各有七间。大宫门内分为东、西两路建筑，是团河行宫的主要建筑，各自成院，用游廊连接。自乾隆帝开始，直到慈禧太后、光绪帝，每来南苑都要“驻跸团河行宫”。按照以往惯例，西院是皇帝议事场所及寝宫，东院是皇太后及嫔妃居住场所。但是据说慈禧太后来团河行宫时，打破前朝惯例而在西院居住，光绪帝只好到东院居住。
- 西路（当地人俗称“西宫”）：
  - 西二宫门：位于大宫门的正北。进入西二宫门为西路。
  - 云岫：西路迎门就是假山，山下有洞口，洞口上方是乾隆帝御题的“云岫”二字。穿过洞口可到前殿。
  - 璇源堂：是前殿，乾隆帝在此召见大臣议政和处理日常事务。为团河行宫八景之一。
    - 寝宫套殿：位于璇源堂西侧。
    - 妙明圆觉：位于璇源堂东侧。
    - 东、西配殿：位于璇源堂前东西两侧。

  - 涵道斋：是后殿，为皇帝寝殿。为团河行宫八景之一。
- 东路（当地人俗称“东宫”）：
  - 东二宫门：进入东二宫门为东路。
  - 影壁：东路迎门是一座木制大影壁，影壁上面绘有彩画仙鹤，影壁座是一对浮雕着麒麟的夹杆石。
  - 清怀堂：在影壁后面，为皇太后寝殿。为团河行宫八景之一。
  - 风月清华：又称“储秀宫”，为后院，是面阔九间的殿堂，为嫔妃居住。风月清华以北为东湖。
    - 东、西配殿：位于风月清华前东西两侧。[1]

乾隆帝曾为团河行宫八景题匾，写诗赞颂。团河行宫八景是：
- 璇源堂：正殿三间，东西各有套殿三间，院内有东、西配殿和游廊等建筑。大殿内悬挂乾隆帝御题“时与天游”匾额，墙上悬挂有乾隆帝御题“轩窗朗润诚娱望，笔砚精良正待吟”诗匾。乾隆帝实际上为该景作过四首诗，其中一首是：“河源何事更称璇，玉润由来溯本然。洁治书堂俯嘉德，标其生亦在方圆。”
- 涵道斋，面阔五间，北出抱厦三间。乾隆帝题诗为：“斋额奚因涵道称，绎思水德在清澄。内存心及外临事，舍二又将何所能。”
- 归云岫：位于行宫西北角的山顶上，大殿五间，前后有游廊。乾隆帝题诗为：“假山既可称云岫，何必真云不可归。没果为霖白肤寸，继霑诚足泽农禨。”
- 珠源寺：为一座龙王庙。团河行宫共94泉，即团河“龙脉”。《钦定日下旧闻考》载：“龙王庙三楹，在北山之上，门外御书额曰珍珠寺。”寺内供奉着龙王。此处居高临下，可俯瞰团河行宫。乾隆帝题诗为：“团河本是凤河源，疏酾南流清助浑。必有司之惠万物，瓣香嘉澍吁垂恩。”
- 镜虹亭：俗称六方亭。团河行宫内原来一共有6座亭子，镜虹亭最著名，平面呈六方形，位于团河行宫北部山顶。乾隆帝题诗为：“以照言波则曰镜，喻形映日又称虹。似兹假借诚繁矣，水本无知付以空。”
- 狎鸥舫：临西湖西岸，为船形建筑，有殿宇五间。团河行宫的湖上翔集水鸟，乾隆帝即景定名“狎鸥舫”。狎鸥舫设有石阶通往水面，自此可乘船游湖。乾隆帝题诗为：“室如舫而厚非舫，取适名之曰狎鸥。我岂诗人卢杜类，箕畴惟是慎先忧。”
- 漪鉴轩：位于东湖、西湖之间，坐东朝西，面阔五间，歇山顶，西出抱厦三间。漪鉴轩南北都是土山。漪鉴轩旁有游廊，通往东湖南岸的涵道斋。乾隆帝题诗为：“水裔之轩漪鉴名，偶临遂与绎思情。漪常喻动鉴取镜，要在不波乃得平。”
- 清怀堂：供皇太后巡幸、拜谒清东陵、经南海子赴清西陵时驻跸的寝宫。正殿五间，殿内檐下悬乾隆帝御题“清怀堂”匾额，槅扇、窗扉、天花板雕有万字、寿字、蝙蝠、卷草等图案。院内花木繁茂。乾隆帝题诗为：“堂临碧沼额清怀，白芷绿蒲景已佳。怀在胸中清在境，其间宾主认毋乖。”[1]

如今，团河行宫的古建筑仅存翠润轩、御碑亭。云随亭、点景抱厦房（十字房）是中华人民共和国成立后拆除，1980年代复建。其他古建筑残存基址，有的进行了复建，有的尚未复建。另外还有几十株古松柏。